# Antigone (Anouilh)
Pour les articles homonymes, voir Antigone.
Antigone est une pièce en un acte de Jean Anouilh représentée pour la première fois au théâtre de l'Atelier à Paris le 6 février 1944, durant l'Occupation allemande, dans une mise en scène, des décors et des costumes d'André Barsacq. Réécriture de la pièce éponyme de Sophocle, elle fait partie de la série des Nouvelles Pièces noires, avec Jézabel (1932), Roméo et Jeannette (1946) et Médée (1953).

La pièce est inspirée du mythe antique d'Antigone, la fille d'Œdipe, mais est écrite en rupture avec les codes de la tragédie grecque : 

« L'Antigone de Sophocle, lue et relue, et que je connaissais par cœur depuis toujours, a été un choc soudain pour moi pendant la guerre, le jour des petites affiches rouges. Je l'ai réécrite à ma façon, avec la résonance de la tragédie que nous étions alors en train de vivre. »

— Jean Anouilh.

## Résumé
Antigone est la fille d'Œdipe et de Jocaste (mère et épouse d'Œdipe), souverains de Thèbes. Après le suicide de Jocaste et l'exil d'Œdipe, les deux frères d'Antigone, Étéocle et Polynice, se sont entre-tués pour le trône de Thèbes. Créon, frère de Jocaste, est — à ce titre — le nouveau roi et a décidé de n'offrir de sépulture qu'à Étéocle et non à Polynice, qualifié de voyou et de traître. Il avertit par un édit que quiconque osera enterrer le corps du renégat sera puni de mort. Personne n'ose braver l'interdit et le cadavre de Polynice est abandonné au soleil et aux charognards.
Seule Antigone refuse cette situation. Malgré l'interdiction de son oncle Créon, elle se rend plusieurs fois auprès du corps de son frère et tente de le recouvrir avec de la terre. Ismène, sa sœur, ne veut pas l'accompagner car elle a peur de Créon et de la mort.
Antigone est prise sur le fait par les gardes du roi. Créon est obligé d'appliquer la sentence de mort à Antigone. Après un long débat avec son oncle sur le but de l'existence, celle-ci est condamnée à être enterrée vivante. Mais au moment où le tombeau va être scellé, Créon apprend que son fils, Hémon, fiancé d'Antigone, s'est laissé enfermer auprès de celle qu'il aime. Lorsque l'on rouvre le tombeau, Antigone s'est pendue avec sa ceinture et Hémon, crachant au visage de son père, s'ouvre le ventre avec son épée. Désespérée par la disparition du fils qu'elle adorait, Eurydice, la femme de Créon, se tranche la gorge.

## Rédaction et production
Jean Anouilh a écrit la pièce entre 1941 et 1942, selon ses propres mots « à la lueur des premiers attentats terroristes, mais surtout comme une variation, à partir du chef-d’œuvre de Sophocle, sur le pouvoir et la révolte. » Un de ces événements marquants est l'assassinat raté de Pierre Laval et Marcel Déat par le résistant Paul Collette le 27 août 1941. Cet acte d'engagement perçu comme voué à l'échec semble avoir été un élément majeur dans le développement du personnage-titre,,.
Comme il l'explique dans la préface de la première édition, Anouilh, qui admirait la pièce de Sophocle depuis son adolescence, trouve pendant la guerre que ses thèmes – l'individu qui se dresse contre des forces qui le dépassent – prennent un autre éclairage. Contrairement à l’auteur classique qui mettait en scène la lutte des hommes contre les dieux et le destin, Anouilh humanise le vain combat de ses personnages, les forces en présence étant tout ce qu'il y a de plus humaines : l'hypocrisie, l'égoïsme et l'orgueil,.
Après la validation de l'administration allemande sur la censure, la pièce est pour la première fois mise en scène le 4 février 1944 au Théâtre de l’Atelier par André Barsacq. Ami de l'auteur, il a mis en scène plusieurs de ses pièces, comme Le Bal des voleurs (1938), Le Rendez-vous de Senlis (1941) ou Eurydice (1941). Barsacq est aussi le créateur des décors et des costumes, volontairement modernes : le roi Créon a abandonné la toge pour un frac ; Antigone et Ismène portent des robes épurées, respectivement noires et blanches ; les gardes portent de longs cirés noirs (semblables à ceux que portaient les miliciens ou les membres de la Gestapo),.

## Personnages

### Personnages principaux
- Antigone : fille d'Œdipe, sœur d'Étéocle, Polynice et Ismène, cette jeune fille est l'héroïne de la pièce. Elle est décrite comme « pas assez coquette » par son entourage. Mais cela ne l'empêche pas d'avoir une volonté de fer (ce qui la poussera à affronter son oncle Créon en essayant d'enterrer son frère).
- Créon : frère de Jocaste, légitime roi de Thèbes après la mort des deux princes ennemis, Créon est un souverain âgé, réfléchi et courageux. Il nous est décrit comme étant seul ( « Créon est seul »), se consacrant ainsi entièrement à son règne dont il assume les sacrifices nécessaires comme la punition de Polynice ou l'exécution d'Antigone.
- Ismène : sœur d'Antigone qu'elle aime beaucoup ( « Si vous la faites mourir, il faudra me faire mourir avec elle ! »), mais qui n'est pas très courageuse avant la fin de l'histoire. Néanmoins, elle reste une belle jeune fille « coquette » et raisonnable (« J'ai raison plus souvent que toi ! »).
- Hémon : fils de Créon et d'Eurydice, fiancé d'Antigone à laquelle il est très fidèle (« Oui Antigone, je t'aime comme une femme »); fidélité qui le conduira au suicide lorsque cette dernière meurt sur les ordres de Créon. Ce fait le poussera également à mépriser son père, qu'il admirait beaucoup auparavant.

### Personnages secondaires
- La nourrice : vieille dame également appelée « Nounou » par les filles dont elle s'occupe.
- Le Prologue/Chœur : issue des pièces de théâtre de la Grèce antique, cette « entité » intervient au début du texte pour nous narrer le contexte de la pièce et nous présenter les personnages qui y évoluent. Dès le début, il révèle en avance la fin tragique des personnages. Il réapparait par la suite tout au long de la pièce pour faire avancer le récit ou amener un personnage à la réflexion.
- Eurydice : femme de Créon qui passe ses journées à tricoter des habits pour les pauvres de Thèbes. Ces derniers « auront froid » à la fin de la pièce car elle se tranche la gorge en apprenant la mort de son fils.
- Les trois gardes : chargés de surveiller le cadavre de Polynice.
- Le page du roi
- Le messager

## Accueil

### En 1944
L’accueil est plutôt favorable, certains voyant en Antigone l’allégorie de la nécessaire rébellion contre l'ordre injuste,. Simone Fraisse écrit que « l'esprit de la Résistance s'est reconnu en elle. »
Antigone rencontre un grand succès public, surtout compte tenu des conditions difficiles dans lesquelles avaient lieu les représentations (théâtre non-chauffé, coupures de courant, etc.). Anouilh se rappelle que « la salle était pleine tous les soirs, il y avait beaucoup d’officiers et de soldats allemands. Que pensaient-ils ? Plus perspicace, un écrivain allemand, Friedrich Sieburg, l’auteur de Dieu est-il Français ?, alerta, m’a-t-on dit, Berlin, disant qu’on jouait à Paris une pièce qui pouvait avoir un effet démoralisant sur les militaires qui s’y pressaient. Barsacq fut aussitôt convoqué à la Propagandastaffel où on lui fit une scène très violente, l’accusant de jouer une pièce sans avoir demandé l’autorisation. C’était grave. Barsacq fit l’imbécile innocent, la pièce avait été autorisée en 1941 – il montra son manuscrit tamponné et on retrouva le second exemplaire dans le bureau voisin. Les autorités allemandes ne pouvaient pas se déjuger sans perdre la face. On lui suggéra cependant d’arrêter la pièce,. »
La presse généraliste exprime son enthousiasme quant à la réécriture d'un classique tel qu'Antigone. Dans L'Illustration, Olivier Queant estime que « depuis Racine, l’on avait rien écrit d’aussi beau, d’aussi grand et d’aussi profondément humain », tandis que Jean Sauvenay ajoute dans Hier et demain qu'« on n'a jamais si bien trahi Sophocle, délibérément du reste. […] Giraudoux et Cocteau ont rajeuni, renouvelé des thèmes éternels. Anouilh, tout en suivant de très près le théâtre antique, l'a complètement transformé ; il lui a insufflé un autre esprit. » Seul Roland Purnal affirme qu'il n'a « jamais assisté a un spectacle aussi pénible, aussi cruellement ridicule et vide de sens » (Comœdia, février 1944). D'un point de vue technique, les décors et les costumes modernes, ainsi que les performances des comédiens sont largement salués.
Antigone partage l'opinion quant à sa portée symbolique, chacun semblant voir dans sa morale quelque chose de différent. Alors que les uns estiment qu'elle encouragerait la collaboration par l’humanisation du personnage de Créon, les autres perçoivent dans la mort d'Antigone le refus du compromis avec l'ennemi. Des journaux d'extrême-droite, comme Je suis partout, saluent la pièce pour sa fin (l’écrasement de la révolte et le rétablissement de l'ordre) : « Antigone petite déesse de l'anarchie, en se dressant contre la loi de Créon, ne sera plus seulement le droit naturel en révolte contre le droit social, mais aussi la révolte de la pureté contre les mensonges des hommes, de l'âme contre la vie, une révolte insensée et magnifique, mais terriblement dangereuse pour l'espèce, puisque dans la vie des sociétés elle aboutit au désordre et au chaos, et dans la vie des êtres, elle aboutit au suicide » (Alain Laubreaux, février 1944). D'autres, comme le journal résistant Les Lettres françaises, estiment quant à eux que la pièce favorise la connivence avec les Allemands, par le pessimisme qui s'en dégage :

« Entre Créon et Antigone s'établit un accord parfait, une trouble connivence. [Parce qu'elle méprise les hommes], Antigone court au suicide. Parce qu'il les méprise, Créon les opprime et les mate. Le tyran glacé et la jeune fille exaltée étaient faits pour s'entendre… L'accent désespéré de l'Antigone de Jean Anouilh risque de séduire certains dans ce temps où il s'élève, au temps du mépris et du désespoir. Mais il y a dans le désespoir et dans le refus, et dans l'anarchisme sentimental, et total d'un Anouilh et de ses frères d'armes et d'esprit, le germe de périls infiniment graves… A force de se complaire dans le “désespoir” et le sentiment de tout, de l'inanité et de l'absurdité du monde, on en vient à accepter, souhaiter, acclamer la première poigne venue. »

— Claude Roy, mars 1944
Interrompues au mois d’août pendant la Libération de Paris, les représentations reprennent fin septembre. Et, à travers le prisme de la France libérée, certaines voix reprochent à Anouilh une complaisance envers l'occupant, symbolisée selon ses détracteurs par le personnage de Créon, certains d'entre-eux reconnaissent en lui le maréchal Pétain. En effet, Créon n'est plus le tyran de Sophocle, mais un roi pragmatique, écrasé par le devoir qu'il a envers son peuple et tiraillé par l'amour qu'il a pour sa nièce. Pour André Breton, Antigone « est une pièce ignoble, œuvre d'un Waffen-SS » (Les Lettres françaises, 1944).
Plusieurs personnalités viennent à la rescousse d'Anouilh et de son Antigone. Le général Koenig, maréchal de France et compagnon de la Libération, s'exclame « c’est admirable ! » à la fin d'une représentation, et Pierre Bénard écrit en septembre 1944 dans Le Front national (journal à tendance communiste) : « Certains de mes amis avaient dénoncé […] une inspiration qu’ils estimaient hitlérienne. Pour ma part j’y avais trouvé un accent antifasciste. Je ne peux pas me résoudre à voir dans Antigone une œuvre vouée à la dictature,. »

### Postérité
Dans le roman Le Quatrième Mur de Sorj Chalandon, prix Goncourt des lycéens 2013, l'histoire s'articule autour de cette pièce et du projet de la monter à Beyrouth, dans les années 1980, durant la guerre du Liban.

## Principales productions
- Théâtre de l'Atelier, 1944 (création)[17]

Mise en scène, décors et costumes d'André Barsacq
Avec Monelle Valentin (Antigone), Jean Davy (Créon), Suzanne Flon (Ismène), André Le Gall (Hémon), Odette Talazac (la nourrice), Auguste Boverio (le chœur), Edmond Beauchamp (le premier garde), Suzanne Dalthy (Eurydice), R. G. Rembauville (le messager), Jean Mezeray (le page), Paul Mathos et Jean Sylvère (les gardes).
- Théâtre de l'Atelier, Festival de Vienne, 1961[18]

Mise en scène, décors et costumes d'André Barsacq
Avec Catherine Sellers (Antigone), Julien Bertheau (Créon), Francine Bergé (Ismène), Pierre Tabard (Hémon), Andrée Tainsy (la nourrice), Marcel d'Orval (le chœur), Charles Denner (le premier garde), Henriette Palleux (Eurydice), Jean Muselli (le messager), Fred Michel (le page), Paul Mathos et Pierre Moncorbier (les gardes).
- Théâtre des Mathurins, 1975[19],[20],[21],[22]

Mise en scène de Nicole Anouilh, décors et costumes de Jean-Denis Malclès
Avec Annick Blancheteau (Antigone), Michel Auclair ou Jean Leuvrais (Créon), Marie-Georges Pascal (Ismène), François Siener (Hémon), Gilberte Géniat (la nourrice), Gabriel Cattand ou Pierre Hatet (le chœur), Georges Staquet (le premier garde), Jacqueline Jako-Mica (Eurydice), Edgar Givry ou Pierre-François Pistorio (le messager), Franck Rallot ou Fabienne Lanson (le page), Jean-Pierre Dravel et François Sourbieu (les gardes).
- Théâtre de la Madeleine, 1987[23]

Mise en scène de Éric Civanyan, décors et costumes de André Levasseur
Avec Dolorès Torres (Antigone), Guy Tréjan (Créon), Virginie Lacroix (Ismène), Patrick Coulais (Hémon), Arlette Gilbert (la nourrice), Henri Courseaux (le chœur), Serge Beauvois (le premier garde), Yamina Louled-Montcharmont (Eurydice), Olivier Foreau (le messager), Emmanuelle Debever (le page), Jean-Guillaume Le Dantec et Théo Légitimus (les gardes).
- Théâtre Marigny, 2003[24],[25] (voir la section vidéographie)

Mise en scène de Nicolas Briançon, décors de Pierre-Yves Leprince, musique de Jean-Claude Camors, costumes de Sylvie Poulet
Avec Barbara Schulz (Antigone), Robert Hossein (Créon), Elsa Mollien (Ismène), Julien Mulot (Hémon), Julie Kapour (la nourrice), Bernard Dhéran (le chœur), Pierre Dourlens (le premier garde), Bruno Henry (le messager), Claudia Fanni (le page), Dominique Roncero et David Loyola (les gardes).
- Comédie-Française (entrée au répertoire, Vieux-Colombier), 2012[26]

Mise en scène de Marc Paquien, décors de Gérard Didier, costumes de Claire Risterucci
Avec Françoise Gillard (Antigone), Bruno Raffaelli (Créon), Marion Malenfant (Ismène), Nâzim Boudjenah (Hémon), Véronique Vella (la nourrice), Clotilde de Bayser (le chœur), Stéphane Varupenne (le premier garde), Benjamin Jungers (le messager), Carine Goron (le page), Maxime Taffanel et Laurent Cogez (les gardes).